# Aparallactus jacksonii
Espèce
Synonymes
- Uriechis jacksonii Günther, 1888
- Aparallactus jacksonii oweni Loveridge, 1955

Aparallactus jacksonii est une espèce de serpents de la famille des Lamprophiidae. 

## Répartition
Cette espèce se rencontre :
- en Éthiopie ;
- au Kenya ;
- en Ouganda ;
- en Somalie ;
- dans le sud du Soudan ;
- dans le nord de la Tanzanie.

## Description
C'est un serpent venimeux et vivipare.

## Étymologie
Cette espèce est nommée en l'honneur de Frederick John Jackson.

## Publication originale
- Günther, 1888 : Contribution to the knowledge of snakes of tropical Africa. Annals and Magazine of Natural History, ser. 6, vol. 1, p. 322-335 (texte intégral).